# Sufrisme
Het sufrisme is een uitgestorven sekte binnen het kharidjisme uit de 7de en 8ste eeuw gesticht door Ziyad al-Asfardie en die zijn aanhangers had onder de Berbers in Marokko en Algerije (Bani Ifran). De sufris rebelleerden in het verleden tegen de Arabische dynastieën als de Omajjaden, de Abassiden en de Fatimiden. In vergelijking met andere groeperingen binnen het kharidjisme is het sufrisme minder wreed. De betrekkingen met andere rivaliserende groeperingen waren soms zeer gewelddadig.
Het sufrisme moet niet verward worden met het soefisme dat een mystieke stroming is binnen de islam.

## Opvattingen
- De sufris beschouwen soera Jozef uit de Koran niet als authentiek.
- Het doden van polytheïstische vrouwen en kinderen is niet toegestaan in tegenstelling tot de Azraqieten.
- De ideologie is revolutionair maar politieke moorden worden veroordeeld.
- Takiyya wordt verworpen, hetgeen binnen het sjiisme wel is toegestaan.